# Dave Hunt (Apologet)

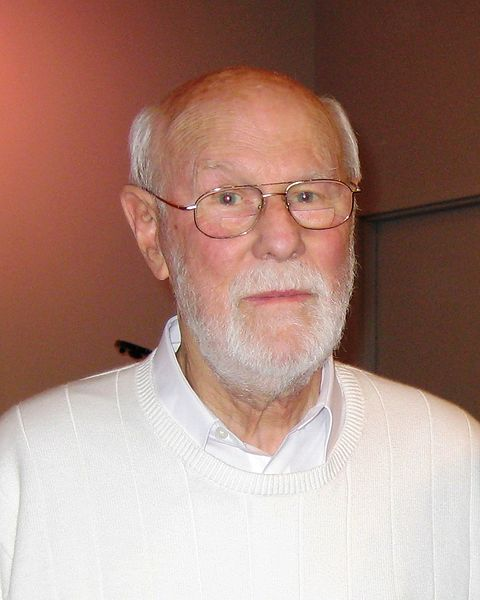
Dave Hunt, 2008

Dave Hunt (* 30. September 1926 in Riverside, Kalifornien als David Charles Hadden Hunt; † 5. April 2013) war ein US-amerikanischer Apologet, Radiokommentator, Prediger und Autor zahlreicher Bücher, von denen einige auch ins Deutsche übersetzt wurden.

## Leben
David Charles Hadden Hunt war der Sohn von Albert E., einem Chiropraktiker, und Lillian M. (Wilkins) Hunt. Er entstammte einer Familie, die der Brüderbewegung angehörte. Er studierte Mathematik an der University of California in Los Angeles und arbeitete anschließend als Unternehmensberater.
Ab 1973 widmete er sich ganz dem Predigtdienst. Er bereiste die Länder des Nahen Ostens. Monatlich brachte er die Zeitschrift The Berean Call heraus. In seinen Büchern behandelt er theologisch die Themen Prophetie, andere Religionen, Sekten und Okkultismus. Er vertrat die Auffassung, sowohl Jerusalem als auch Israel sei „den Juden“ nach der Bibel eindeutig von ihrem Gott verheißen worden, und wenn „die Palästinenser“ behaupteten, laut Koran habe Gott dieses Gebiet ihnen versprochen, dann irrten sie sich.
Er kommentierte kritisch die westliche Kultur und die Ökumene zwischen Katholiken und Protestanten. Eine ablehnende Haltung gegenüber der Evolutionstheorie war ein Thema in seiner Radioshow und seinen Interviews.

## Schriften
Aus dem Amerikanischen übersetzt:
- 1984: Götter, Gurus und geheimnisvolle Kräfte: Was steckt hinter dem Sekten-Boom? Brunnen Verlag, Basel/Gießen
- 1985: Die Verführung der Christenheit. Christliche Literatur-Verbreitung, Bielefeld, clv-server.de (PDF) –
- 1988: Rückkehr zum biblischen Christentum. Christliche Literatur-Verbreitung, Bielefeld
- 1992: Die letzte große Verschwörung. Francke Verlag, Marburg
- 1993: Im Schatten der Nacht. Francke Verlag, Marburg
- 1993: Globaler Friede und Aufstieg des Antichristen. Fliß, Hamburg
- 1993: Endzeit – wie weit sind wir? Verlag Mitternachtsruf, ISBN 3-85810-259-8, bitflow.dyndns.org (PDF)
- 1995: Die Frau und das Tier. Christliche Literatur-Verbreitung, Bielefeld, ISBN 3-89397-244-7 (clv-server.de (PDF))
- 1996: Jerusalem – Spielball der Völker. Christliche Literatur-Verbreitung, Bielefeld, ISBN 3-89397-250-1, clv-server.de (PDF)
- 1999: Die okkulte Invasion: Die unterschwellige Verführung von Welt und Christenheit. Christliche Literatur-Verbreitung, Bielefeld, ISBN 3-89397-272-2, (PDF)
- 2000: Verteidigt den Glauben. Fliß, Hamburg
- 2001: Rückkehr zur biblischen Wahrheit. Fliß, Hamburg
- 2009: Yoga – Harmlose Gesundheitsübung oder esoterische Religion? Christliche Literatur- und Kassettenverbreitung, Steffisburg, ISBN 978-3-033-02044-3
- 2011: Eine Frage der Liebe – Wird Gott im Calvinismus falsch dargestellt? (What Love is this – Calvinism’s misrepresentation of God). Europäische Missionspresse, Heidelberg, ISBN 978-3-941398-09-2